# جان جیکوب آستور
جان جیکوب آستر (به انگلیسی: John Jacob Astor) (زادهٔ ۱۷ ژوئیه ۱۷۶۳ - مرگ ۲۹ مارس ۱۸۴۸) نخستین چهرهٔ برجستهٔ خانواده استر و نیز نخستین میلیونر تاریخ ایالات متحده آمریکا بود.
او همچنین بنیادگذار نخستین شرکت سپرده‌گذاری نیز در این کشور بود. وی دارایی‌اش را از راه بازرگانی پوست خز، املاک و نیز تریاک به دست آورده‌بود.
او که زادهٔ آلمان  و وابسته به خانواده‌ای فرودست بود در پی جنگ استقلال آمریکا به این کشور کوچید. او به زودی توانست امپراتوری بزرگی را از بازرگانی پوست خز فراهم آورد.
او در هنگام مرگ ثروتمندترین فرد آمریکایی بود و دست کم ۲۰ میلیون دلار ثروت داشت. نشریهٔ فوربس ارزش دارایی‌های او را برابر ۱۱۰٫۱ دلار در سال ۲۰۰۶ برآورد کرده‌است که این آمار او را در جایگاه چهارمین ثروتمند در تاریخ آمریکا نشان می‌دهد.

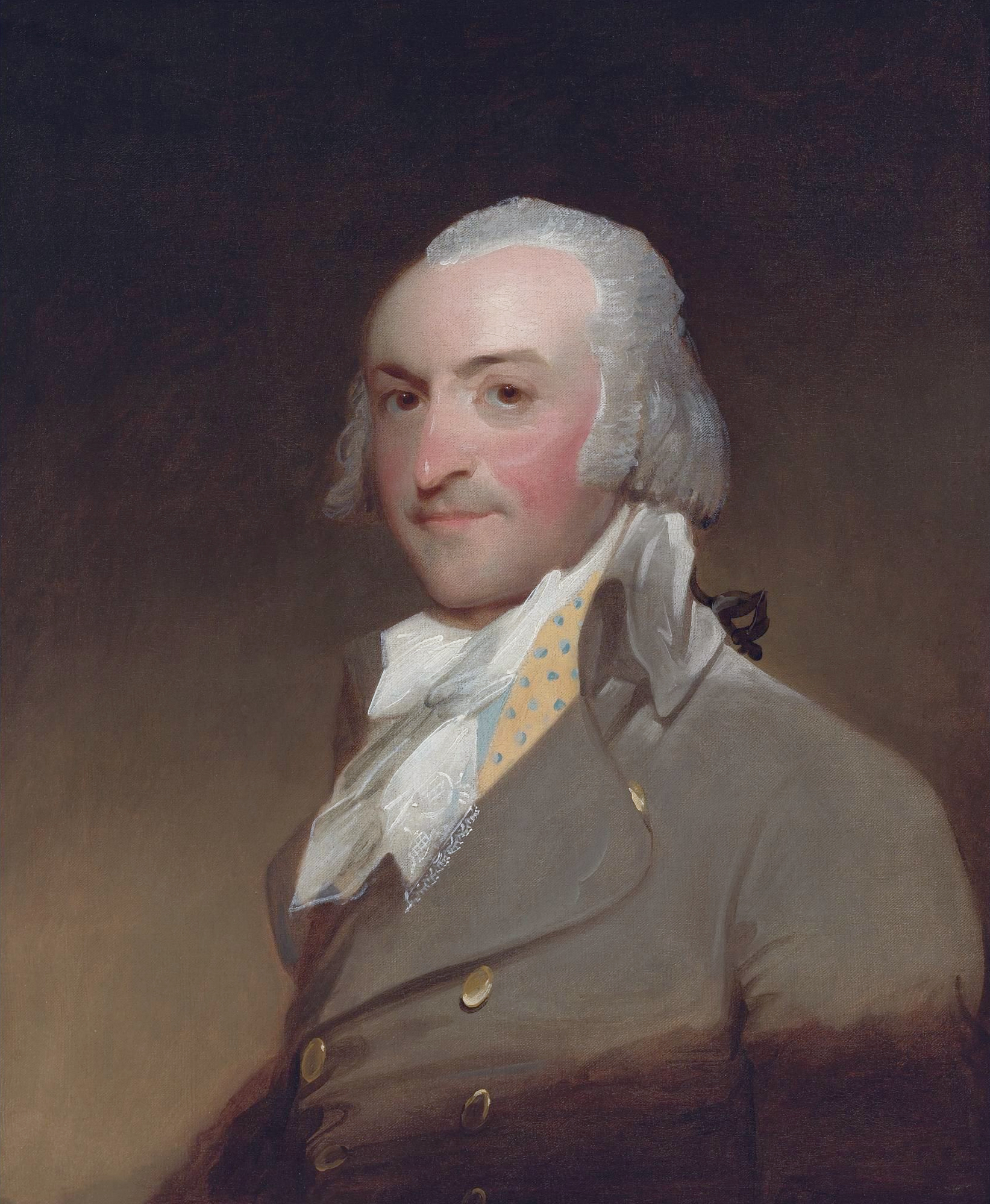
جان یعقوب آستور